# Desheng (sockenhuvudort i Kina, Heilongjiang Sheng, lat 46,87, long 126,12)
Desheng (kinesiska: 德胜, 德胜乡) är en sockenhuvudort i Kina. Den ligger i provinsen Heilongjiang, i den nordöstra delen av landet, omkring 130 kilometer norr om provinshuvudstaden Harbin. Antalet invånare är 31 942. Befolkningen består av 15 463 kvinnor och 16 479 män. Barn under 15 år utgör 12,0 %, vuxna 15-64 år 80 %, och äldre över 65 år 7,0 %.
Runt Desheng är det ganska tätbefolkat, med 155 invånare per kvadratkilometer. Närmaste större samhälle är Laodong, 19,1 km sydväst om Desheng. Trakten runt Desheng består till största delen av jordbruksmark.
Genomsnittlig årsnederbörd är 807 millimeter. Den regnigaste månaden är juli, med i genomsnitt 229 mm nederbörd, och den torraste är januari, med 8 mm nederbörd.